# Guillaume de Chartres (templier)
Ne pas confondre avec Guillaume III de Ferrières, Vidame de Chartres
Pour les articles homonymes, voir Guillaume de Chartres.
Guillaume de Chartres (Guillielmus de Carnoto, Willelmus de Carnoto) fut le quatorzième maître de l'ordre du Temple.

## Biographie
La vie de Guillaume de Chartres avant ses débuts en tant que maître en 1210 est mal connue et ses origines ont fait l'objet de nombreuses hypothèses.
Il a fallu attendre 1902 et la publication par Charles Métais de ses recherches sur « les templiers en Eure-et-Loir » pour identifier clairement qui était ce Guillaume de Chartres. Dans cet ouvrage figure une charte rédigée par Robert de Chartres, seigneur de Ver qui mentionne deux Guillaumes de Chartres. D'une part son frère, devenu templier mais aussi son oncle qui l'était tout autant. Guillaume de Chartres, frère de Robert est celui qui accéda aux plus hautes fonctions et il a dû rejoindre l'ordre du Temple aux alentours de 1191/92.
Quelques auteurs du XIXe siècle considéraient qu'il était fils de Milon IV du Puiset, comte de Bar-sur-Seine,, et d'Hélisende, fille de Renard IV de Joigny. D'autres ont pensé que cet homme était Guillaume de Ferrières, vidame de Chartres,, surtout connu des historiens pour un recueil de chansons, mais cette hypothèse est aussi réfutée depuis longtemps.
À l'époque où la salles des Croisades du château de Versailles fut construite, c'est l'hypothèse selon laquelle il était fils de Milon IV qui faisait autorité, d'où l'illustration erronée de ses armoiries qui de surcroît ne sont pas celles des comtes de Bar-sur-Seine au moment de la cinquième croisade.... Concernant la seconde hypothèse, il existe bien un lien entre Guillaume de Ferrières et les templiers, attesté par un acte rédigé en 1204, alors qu'il se rendait de Saint-Jean-d'Acre à Constantinople, voyage au cours duquel il tomba malade. Dans cet acte, il est fait mention de deux donations aux frères de la milice du Temple de Generville, et du fait qu'il est reçu comme « confrère et participant des biens et des prières de la maison ». On a cru alors que Guillaume de Chartres, ayant surmonté la maladie, était devenu plus tard le quatorzième maître de l'Ordre,.
Un autre Guillaume de Chartres apparaît en tant que commandeur de la forteresse de Saphet vers 1188 avant que celle-ci ne soit enlevée par Malek el-Adel, frère de Saladin, après un siège de plus d'un an,.

## Maître de l'ordre du Temple
Il est élu quatorzième maître de l'ordre du Temple, en 1210 à la suite du décès de Philippe du Plaissis.
Peu après, il assiste au couronnement comme roi de Jérusalem de Jean de Brienne (avec l'appui de Philippe Auguste). La situation des princes chrétiens en Palestine est peu reluisante et le pape Innocent III exhorte de nouveau les souverains d'Occident à prendre la croix, ce qui donnera lieu au IVe concile du Latran en novembre 1215.
En 1211, les templiers réinvestissent leurs forteresses dans le royaume arménien de Cilicie aux dépens de Léon II d'Arménie. Guillaume est blessé au cours d’une embuscade, alors que la garnison qui l’accompagnait tentait de ravitailler la forteresse de Port-Bonnel,. On notera que dès 1201, les templiers s’étaient rangés aux côtés de Bohémond IV d'Antioche, alors que les hospitaliers avaient pris le parti de Léon II, tuteur de Raymond-Roupen d'Antioche. Cette crise ne s’apaisera qu’à partir de 1216. Près d'Haïfa, en Palestine, ils construisent Château Pèlerin, une imposante forteresse grâce à laquelle ils repousseront régulièrement les armées musulmanes. Ce n'est qu'en 1216 que la forteresse de Baghras, enlevée par les musulmans en 1187 et reprise par le roi de Petite-Arménie en 1191, est rendue aux templiers malgré un arbitrage papal datant de 1211.
En dehors des États latins d'Orient et au cours de dix années où il fut maître, les templiers s'illustrèrent militairement en continuant de participer à la Reconquista même si leur engagement semble faiblir. Leur présence en 1212 à la bataille de Las Navas de Tolosa est avérée, mais leur rôle fut modeste et le maître de la province de Castille y fut tué. Au Portugal, ils sont présents lors de la conquête d'Alcacer do Sol en 1217.
Guillaume de Chartres participe à la cinquième croisade, mais les disputes entre chefs croisés au siège de Damiette ne permettent pas d'obtenir des résultats significatifs. Une épidémie de peste emporte de nombreux croisés, dont Guillaume de Chartres, en août 1219.

## Les hommes de son temps
Au cours de sa vie et comme maître de l'ordre du Temple, Guillaume de Chartres a côtoyé des hommes remarquables :

## Sources
- Bouquet, Recueil des historiens des Gaules et de la France..., 1818 (lire en ligne), p. 746
- Charles Métais, Les templiers en Eure-et-Loir, Chartres, coll. « Archives du diocèse de Chartres, vol. 7 », 1902 (lire en ligne), « Histoire et cartulaire »
- Histoire littéraire de la France : ouvrage commencé par des religieux bénédictins de la Congrégation de Saint Maur, et continué par des membres de l'Institut (Académie des inscriptions et belles-lettres), t. XXIII, Paris, 1856 (lire en ligne), p. 606-607
- Histoire littéraire de la France : ouvrage commencé par des religieux bénédictins de la Congrégation de Saint Maur, et continué par des membres de l'Institut (Académie des inscriptions et belles-lettres), t. XXI, Paris, 1847 (lire en ligne), p. 787
- Eugène Mannier, Ordre de Malte : Les commanderies du grand-prieuré de France d'après les documents inédits conservés aux Archives nationales à Paris, Aubry & Dumoulin, 1872, 808 p. (lire en ligne), p. 136-156
- Lucien Coutant, Histoire de la ville et de l'ancien comté de Bar-sur-Seine, 1854, 476 p. (lire en ligne), p. 434
- Alain Demurger, Les Templiers, une chevalerie chrétienne au Moyen Âge, Paris, Seuil, coll. « Points Histoire », 2008 (1re éd. 2005), 664 p., poche (ISBN 978-2-7578-1122-1)
- Nicolas Viton de Saint-Allais, L'art de vérifier les dates des faits historiques, des chartes, des chroniques et autres anciens monuments depuis la naissance de Notre-Seigneur, Paris, 1818, 500 p. (lire en ligne), p. 349-350
- Lucien Coutant, Histoire de la ville et de l'ancien comté de Bar-sur-Seine, 1854, 476 p. (lire en ligne), p. 390, 434
- Jean-Georges Eccard, Corpus des historiens du Moyen Âge, t. II, 1723
- François Formel - Le Vavasseur, Le Duc de Saint-Simon, comte de la Ferté-Vidame, mémorialiste et épistolier : Rétrospective documentaire, Paris, Books on demand, 2009, 332 p. (ISBN 978-2-8106-0354-1, lire en ligne), p. 54 et note 8 en page 59
- Guillaume de Ferrières, Chansons et saluts d'amour de Guillaume de Ferrières dit le Vidame de Chartres : précédés d'une notice sur l'auteur par M. Louis Lacour, Paris, A. Aubry, 1856 (lire en ligne)
- René Grousset, Histoire des croisades et du royaume franc de Jérusalem - II. 1131-1187 L'équilibre, Paris, Perrin, 1935 (réimpr. 2006), 1013 p.
- (de) Marie Luise Bulst-Thiele, Sacrae domus militiae templi hierosolymitani magistri, Göttingen, Vandenhoeck und Ruprecht, coll. « Abhandlungen der Akademie der Wissenschaften in Göttingen. Philologisch-historische Klasse », 1974, 416 p. (ISBN 3-525-82353-3, présentation en ligne), p. 159-169
- Emmanuel-Guillaume Rey, « L'Ordre du Temple en Syrie et à Chypre : les Templiers en Terre sainte », dans Revue de Champagne et de Brie, vol. 24, H. Menu, 1888 (présentation en ligne)
- Henri de Curzon, La règle du temple, H. Champion, 1977, 368 p. (présentation en ligne)

Henri de Curzon, La règle du temple : publiée pour la société de l'histoire de France, Renouard, 1886, 1re éd., XLJ+368 (lire en ligne)